# طاووسک استرالزی
طاووسک استرالزی (نام علمی: Porphyrio porphyrio melanotus) نام یک زیرگونه از گونه طاووسک است.